# Musermeku.org
Musermeku.org ist ein deutsches Onlinemagazin über Themen zu Museen sowie zur zeitgenössischen Kunst und Kunstgeschichte, das seit 2013 wöchentlich erscheint. Der Name ist ein Akronym aus den Begriffen Museum, Erinnerung, Medien und Kultur.

## Geschichte
Die von Angelika Schoder gegründete Website wurde zunächst als Blog unter dem Namen „MusErMeKu - Museum | Erinnerung | Medien | Kultur“ bei hypothèses.org gestartet, einem nicht-kommerziellen Portal für Blogs der Geisteswissenschaften und Sozialwissenschaften. Das deutschsprachige Portal wird von der französischen Plattform Open Edition in Zusammenarbeit mit der Max Weber Stiftung bereitgestellt. Hypothèses wurde auf Initiative des Deutschen Historischen Instituts Paris (DHIP) 2012 aufgebaut. Mit dem Start im April 2013 gehörte musermeku mit zu den ersten Publikationen im Portal, die sich mit Museumsthemen sowie mit dem Thema Erinnerungskultur befasste. Schnell erarbeitete sich das Blog einen guten Namen in der Fachwelt und wird breit rezipiert.
Im Februar 2016 beschloss das Redaktionsteam das Portal Hypothèses zu verlassen und die Publikation als Onlinemagazin unter der eigenen Domain musermeku.org fortzuführen. Im Juni 2021 wurde musermeku in das Mentoring-Programm der Crowdfunding-Plattform Steady aufgenommen. Als Mentor fungierte der Journalist Dirk von Gehlen.

## Die Publikation
Im Onlinemagazin werden in erster Linie Museen und Ausstellungen besprochen. Zudem werden Onlineangebote von Kulturinstitutionen und das Thema Kunstvermittlung vor dem Hintergrund der Digitalisierung betrachtet. In der Vergangenheit befasste sich die Publikation auch verstärkt mit prekären Arbeitsbedingungen im Kulturbereich, insbesondere mit der unzureichenden Regelung von Volontariaten, und mit Debatten rund um Bildrechte im Museumskontext. musermeku sieht sich dabei von Beginn an sowohl als Ort der Debatte, als auch als Debattenauslöser. Mitwirkende des Magazins sind in dessen Namen europaweit im Rahmen akademischer Veranstaltungen aktiv.
Musermeku wird als Publikation von verschiedenen namhaften Museen empfohlen, etwa vom Jüdischen Museum Berlin, vom Deutschen Historischen Museum oder vom Ungarndeutschen Museum, sowie regelmäßig von Fachpublikationen im Kulturbereich zitiert. Neben dem Magazin werden auch die sozialen Medien breit genutzt, insbesondere Instagram, LinkedIn und Facebook, aber auch über diese Medien als Ort der Kunstrezeption berichtet.

## Bildrechts-Debatte
Im Februar 2017 veröffentlichte musermeku ein Interview mit Roland Nachtigäller, dem Direktor des Marta Herford, zum Thema Bildrechte in Museen. Nachtigäller spricht hier darüber, warum in Museen mit zeitgenössischer Kunst oft ein Fotoverbot für Besucher gilt und warum die strikten Vorgaben der VG Bild-Kunst auch für Museen eine Herausforderung darstellen, wenn es um die Kommunikation zu Ausstellungen geht. Der Beitrag stieß auf großes Interesse unter den Fachleuten dieses Bereiches. Als direkte Folge der ausgelösten Debatte wurde das Symposion „Wem gehören die Bilder? Wege aus dem Streit um das Urheberrecht“ am Marta Herford veranstaltet. Zu den Beteiligten zählte, neben der Juristin Ellen Euler, dem Kunsthistoriker Wolfgang Ullrich und Ulrike Lorenz, der damaligen Direktorin der Kunsthalle Mannheim, auch die musermeku-Gründerin Angelika Schoder. Als Ergebnis des Symposions wurde der Herforder Appell formuliert. Hierin wird die Forderungen zu einer juristischen Neuordnung für die Nutzung von Abbildungen im wissenschaftlich-künstlerischen Umfeld zusammenfasst.